# Galena and Chicago Union Railroad
 

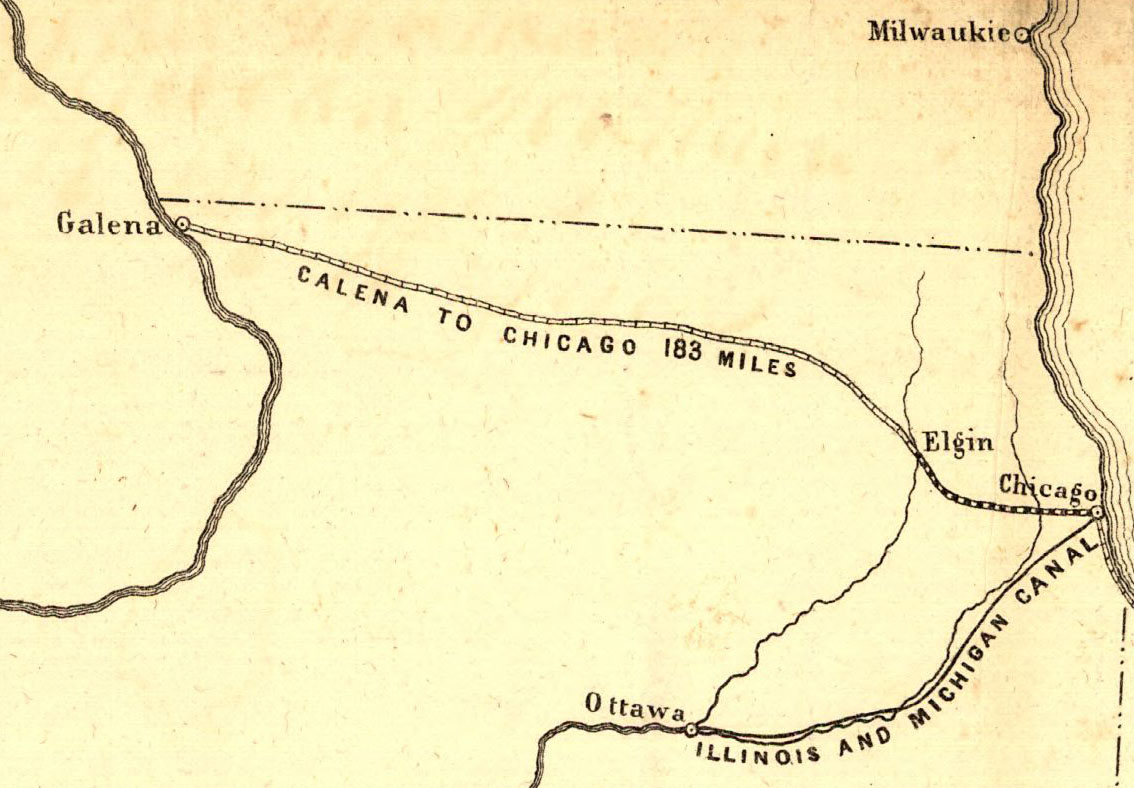
plano da ferrovia

A Galena and Chicago Union Railroad (G&CU) era uma ferrovia que ia para o oeste de Chicago a Freeport, Illinois, nunca chegando a Galena, Illinois . Uma rota posterior foi para Clinton, Iowa. Incorporada em 1836, a G&CU se tornou a primeira ferrovia construída a partir de Chicago.

## História
A primeira ferrovia construída em Chicago, a Galena and Chicago Union, foi fretada em 16 de janeiro de 1836, para conectar Chicago com as minas de chumbo em Galena, um ano antes da incorporação da cidade de Chicago. " The Pioneer ", a primeira locomotiva na estrada, chegou a Chicago em 10 de outubro de 1848, quase treze anos após a concessão do fretamento. Em 1850, a Galena and Chicago Union Railroad foi concluída até Elgin. A ferrovia e o Canal de Illinois e Michigan foram vitais para o desenvolvimento de Chicago, e a população da cidade triplicou nos seis anos após a abertura do canal. Eventualmente, outras ferrovias foram construídas e Chicago se tornou o maior centro ferroviário do mundo.
Em 1862, a G&CU alugou perpetuamente a Cedar Rapids and Missouri Railroad, que seria a primeira ferrovia a chegar a Council Bluffs, Iowa e a primeira ferrovia transcontinental. O mapa de 1862 de G. Woolworth Colton mostrado aqui apresenta as várias linhas em operação naquela época. A G&CU consolidou-se com a Chicago and North Western Railway em 1864, que se fundiu com a Union Pacific Railroad mais de um século depois, em 1996.

## Construção
A ferrovia foi construída a partir de março de 1848 e concluída até Freeport em 1853. O primeiro trem para o oeste saindo de Chicago partiu em 25 de outubro de 1848, puxado por uma locomotiva usada construída pela Baldwin chamada Pioneer. Quando a construção alcançou o rio Fox em Elgin em 1850, os passageiros que iam mais para o oeste puderam fazer transferência para as linhas de diligências. A ferrovia estendeu-se até Rockford em 1851 e encerrou a construção em Freeport em 1853. A Illinois Central Railroad, usando a equipe de construção da G&CU, completou a rota Freeport para Galena em 1854 seguindo a rota por etapas já estabelecida por Frink, Walker and Company.